# Джонс (округ, Джорджия)
Джонс (англ. Jones County) — округ штата Джорджия, США. Население округа на 2000 год составляло 23639 человек. Административный центр округа — город Грей.

## История
Округ Джонс основан в 1807 году.

## География
Округ занимает площадь 1020.5 км2.

## Демография
Согласно Бюро переписи населения США, в округе Джонс в 2000 году проживало 23639 человек. Плотность населения составляла 23.2 человек на квадратный километр.